# Drzewo genealogiczne

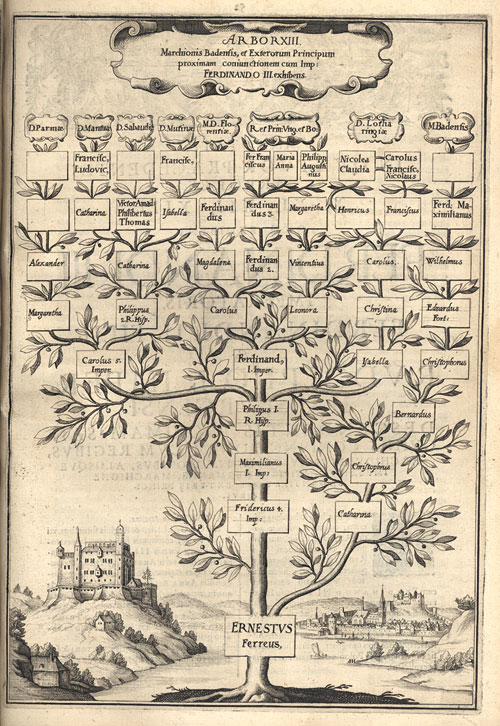
Przykładowe drzewo genealogiczne

Drzewo genealogiczne – potoczna nazwa tablicy potomków, sporządzonego dla danej osoby (zwanej probantem).
Bardzo często nazwę drzewo genealogiczne rozszerza się na przykłady innych rodzajów wykresów genealogicznych (tj. na tablica przodków lub wspólną tablicę pokrewieństw), bądź innych publikacji o danej rodzinie (np. książki, rodzinne strony internetowe). W praktyce pod drzewem genealogicznym może się kryć zarówno wykres (tablica) czyichś potomków (tzw. descendentów), jak i przodków (tzw. ascendentów).
Stworzenie prezentacji zebranych danych w postaci drzewa genealogicznego, jak również zakwalifikowanie jej pod określoną nazwę (tj. drzewo, wykres, tablica itd.), należy do genealoga. Współcześnie najpopularniejszymi tablicami genealogicznymi są wykresy potomków w systemie d'Aboville'a oraz poziome tablice przodków.

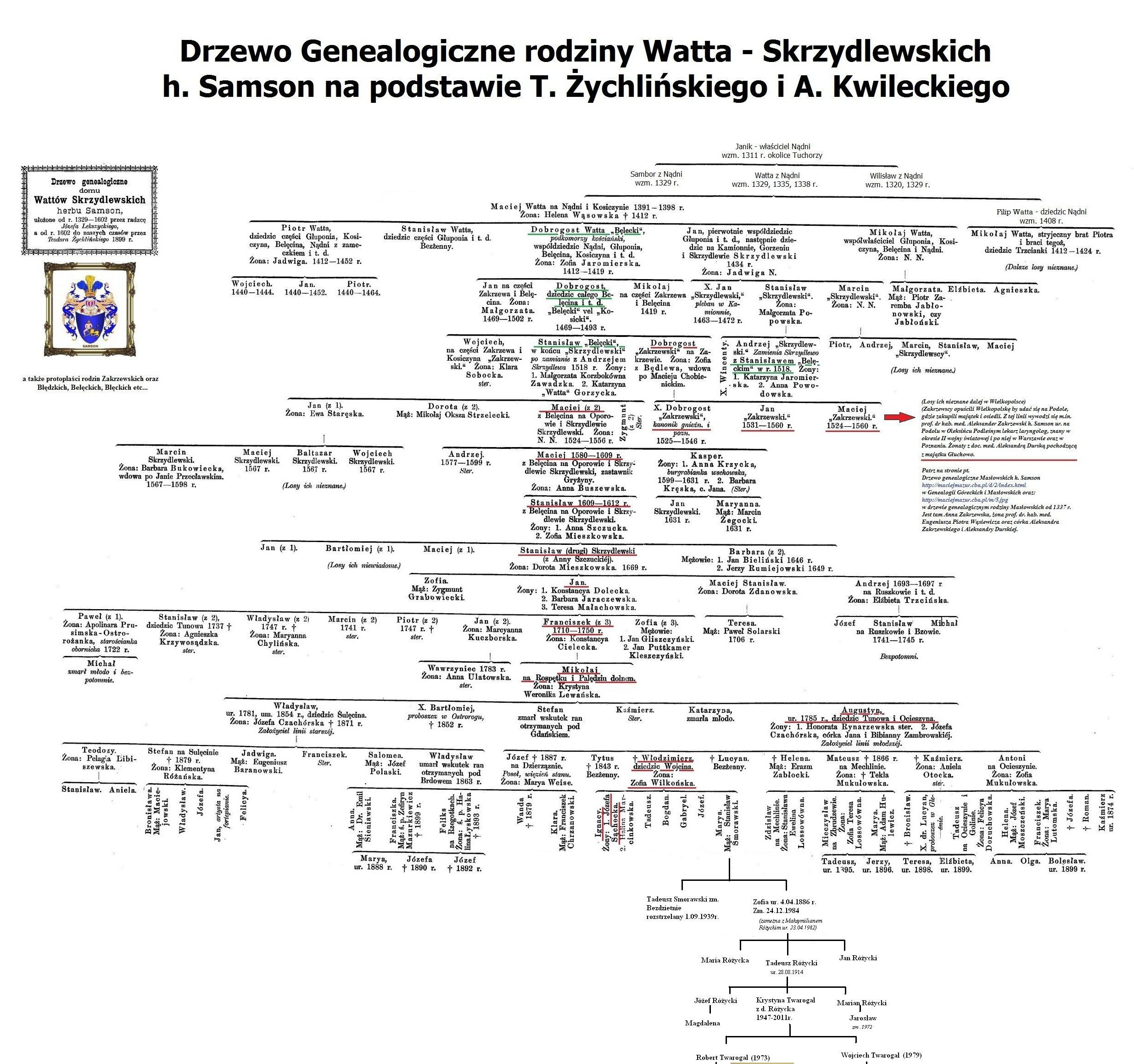
Przykładowe drzewo genealogiczne Samson-Watta Skrzydlewskich, wariant 1 (obrócone korzeniem do góry), opr. Maciej Mazur

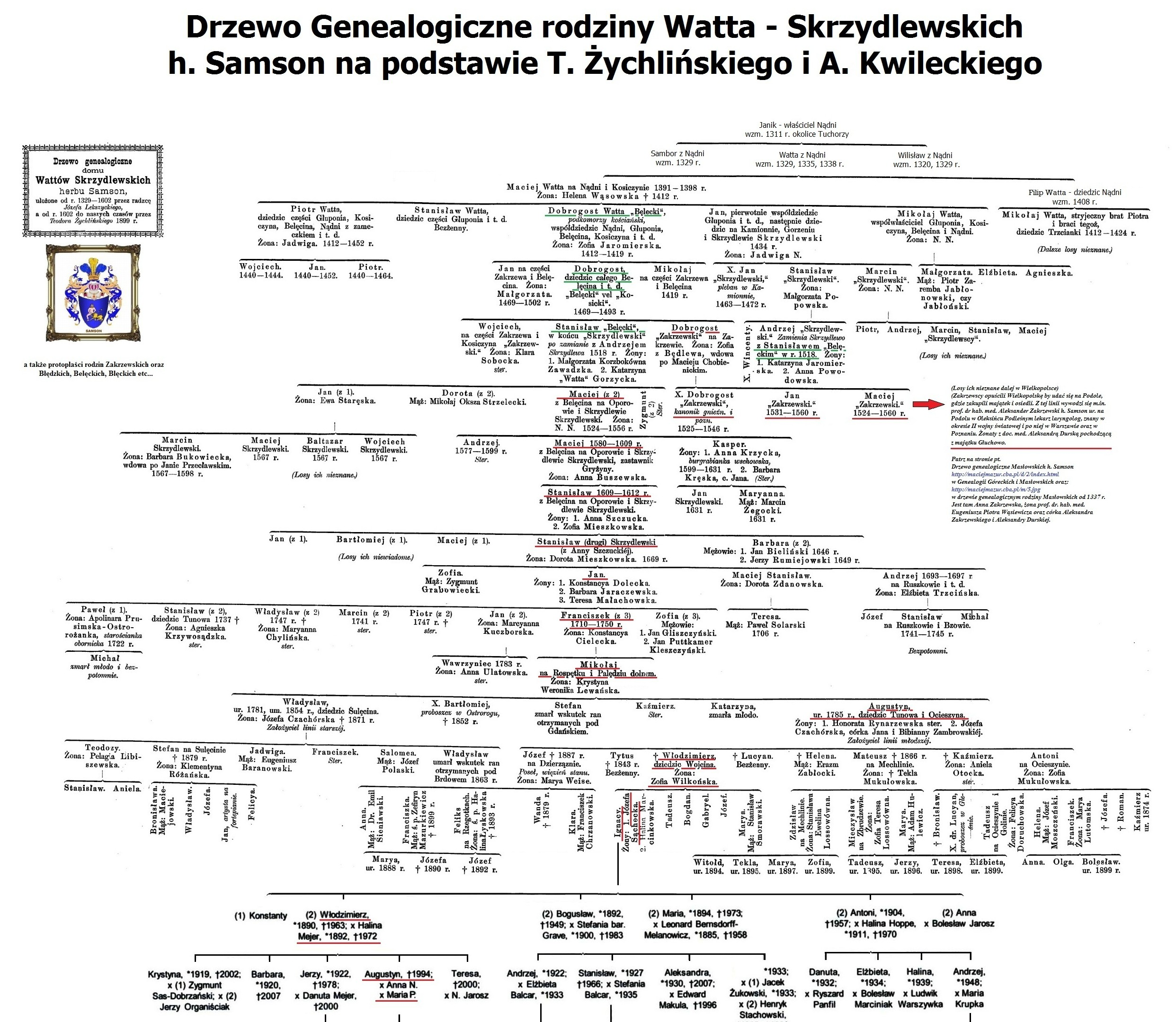
Przykładowe drzewo genealogiczne Samson-Watta Skrzydlewskich, wariant 2 (obrócone korzeniem do góry), opr. Maciej Mazur

Drzewa genealogiczne tworzy się odręcznie albo (współcześnie) przy pomocy programów genealogicznych lub innych programów biurowych (patrz: wykonanie tablic genealogicznych).

## Historia drzew genealogicznych

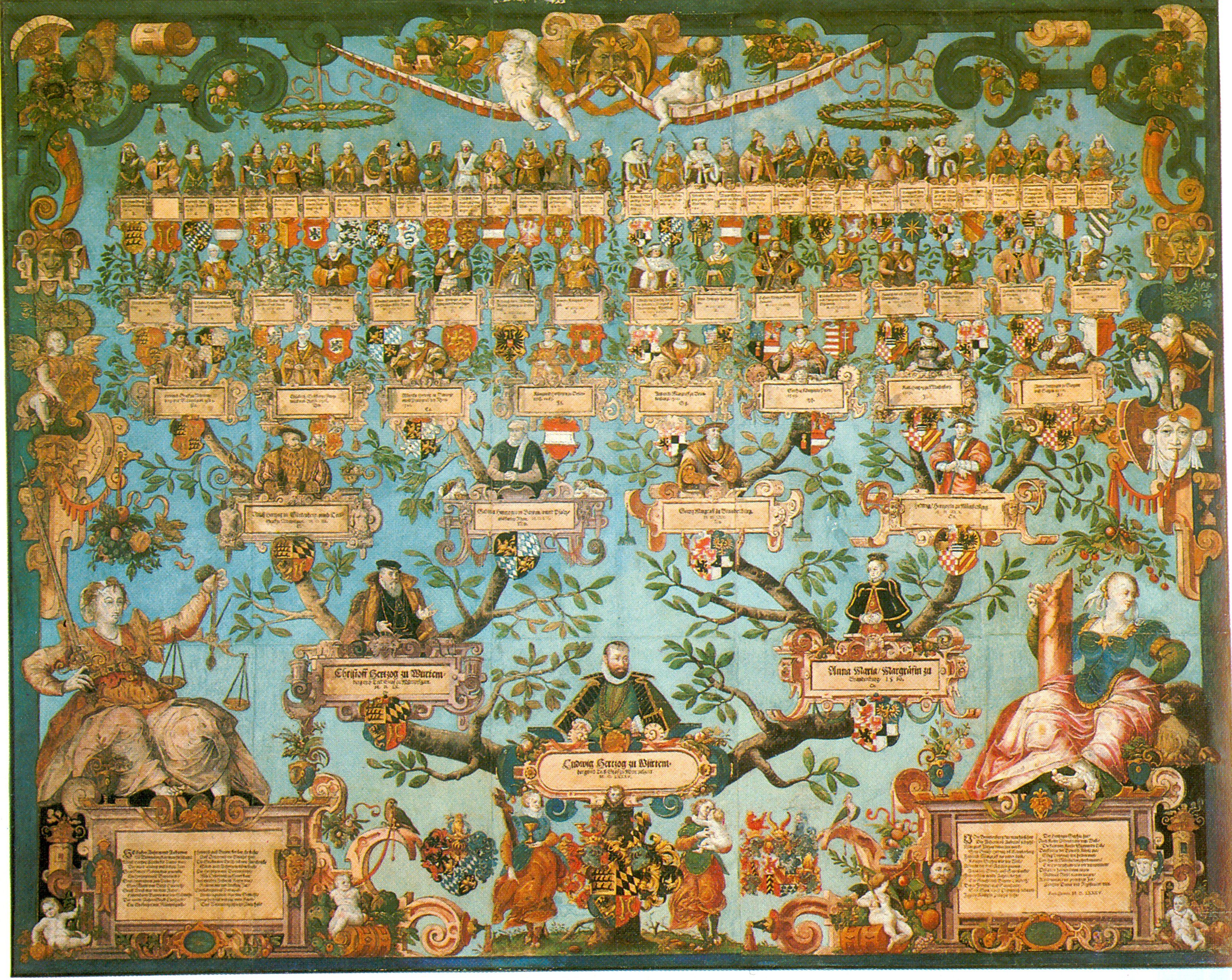
Wywód przodków ks. Ludwika Wirtemberskiego w formie drzewa

Nazwa „drzewo genealogiczne” wywodzi się od biblijnego określenia potomków Jessego z Księgi Izajasza, częstego motywu w sztuce (drzewo Jessego):
„I wyrośnie różdżka z pnia Jessego,

 wypuści się odrośl z jego korzeni.”  (Iz 11,1).
Tradycyjnie drzewo genealogiczne powinno przedstawiać descendentów jednego protoplasty. Wówczas przodkowie stanowią korzenie tego drzewa, a potomkowie — gałęzie i listki. Tak też przedstawia się artystycznie wykonane tablice potomków. Niekiedy w podobnej stylizacji przedstawiane są również tablice przodków.